# ایستگاه ناتینگهام
ایستگاه ناتینگهام (انگلیسی: Nottingham station) یک ایستگاه راه‌آهن در ناتینگهام، انگلستان است.
این ایستگاه که در سال ۱۸۴۸ تأسیس شده جزئی از خط اصلی میدلند، خط کراس کانتری و ناتینگهام اکسپرس ترانزیت است.

## نگارخانه

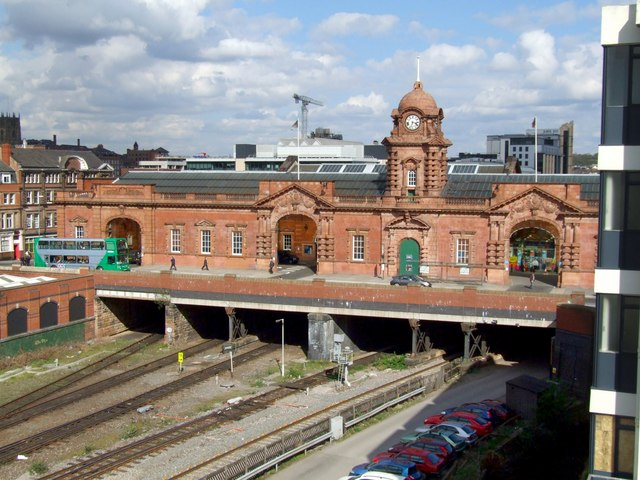
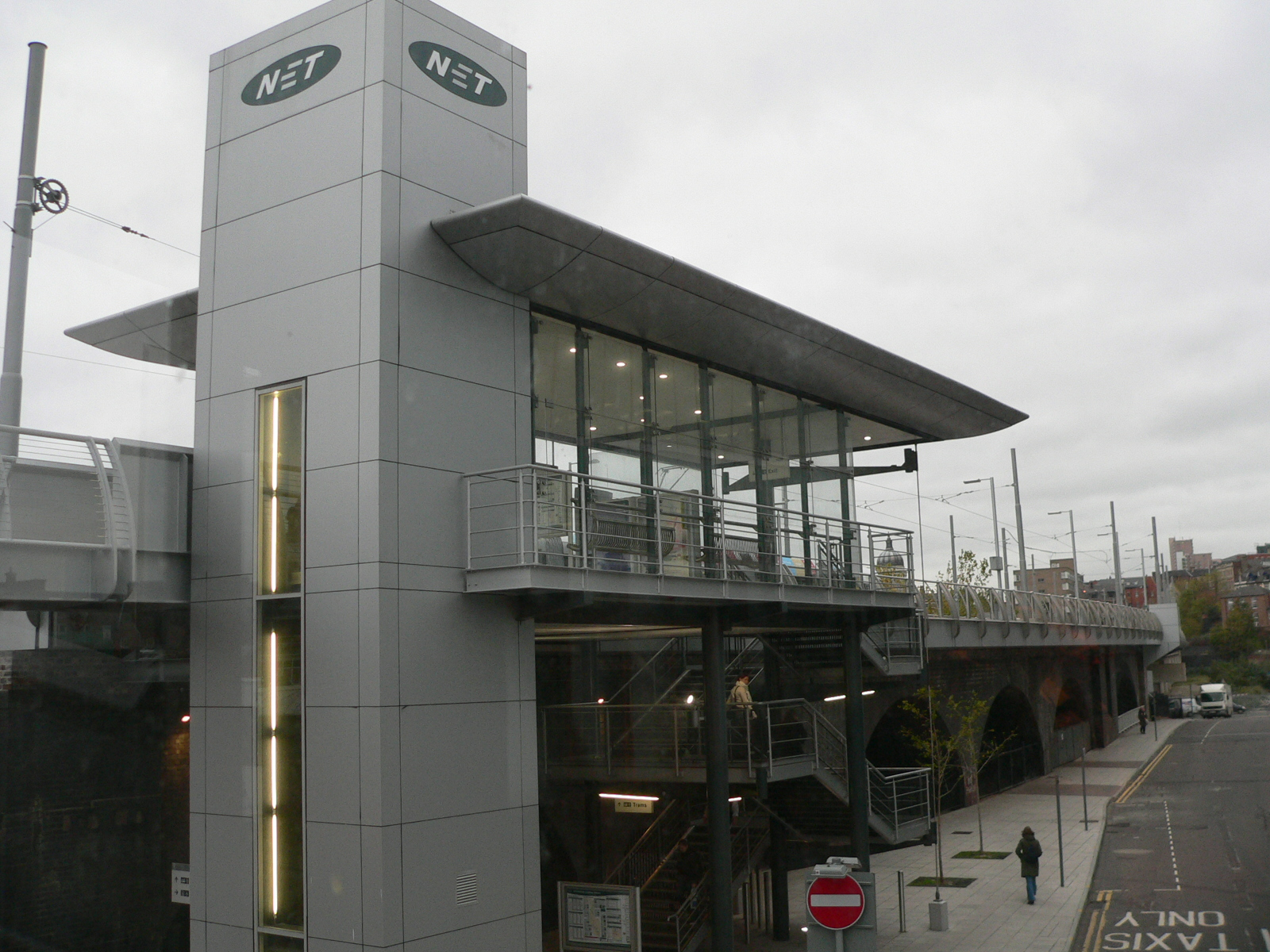
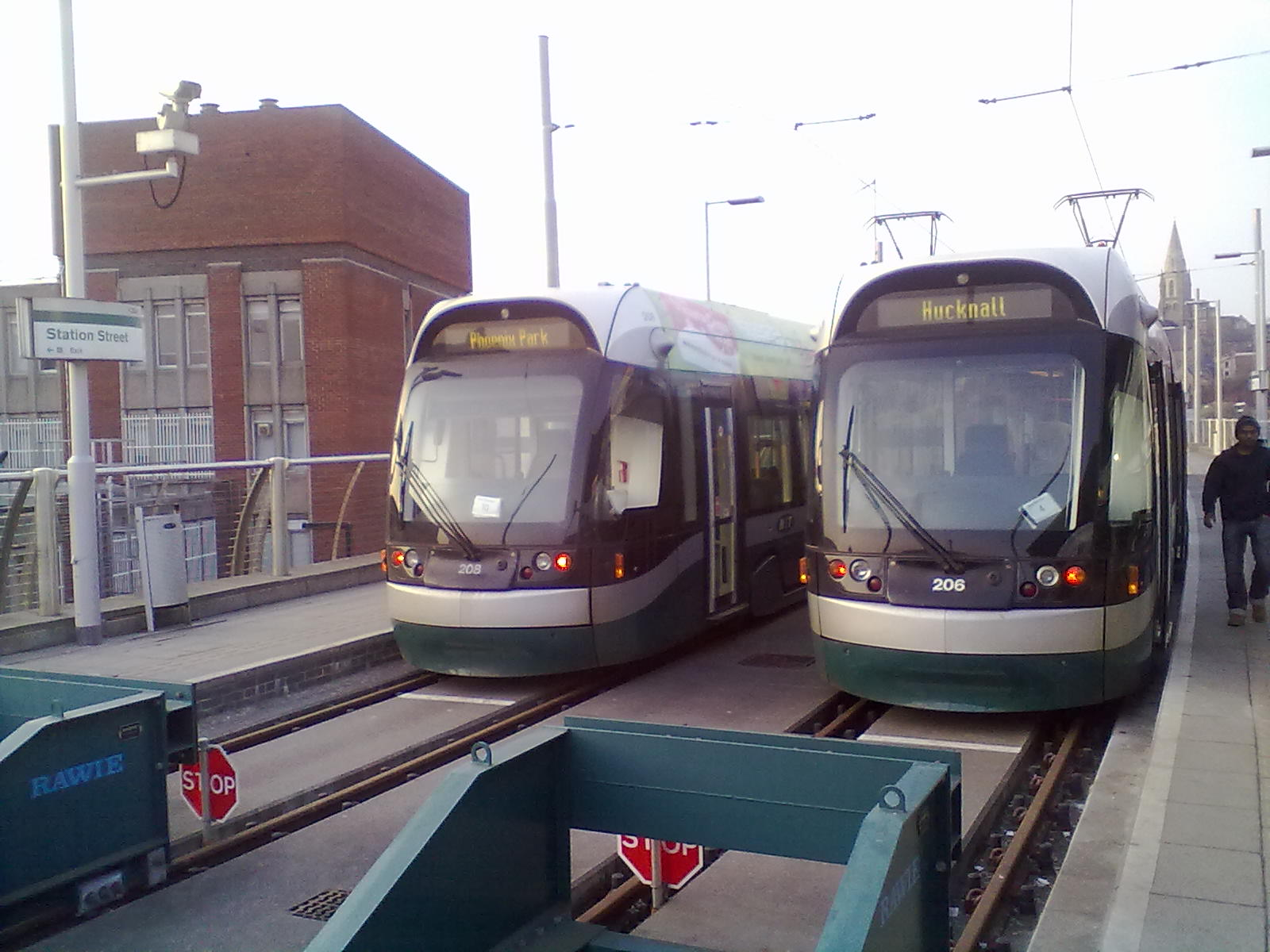
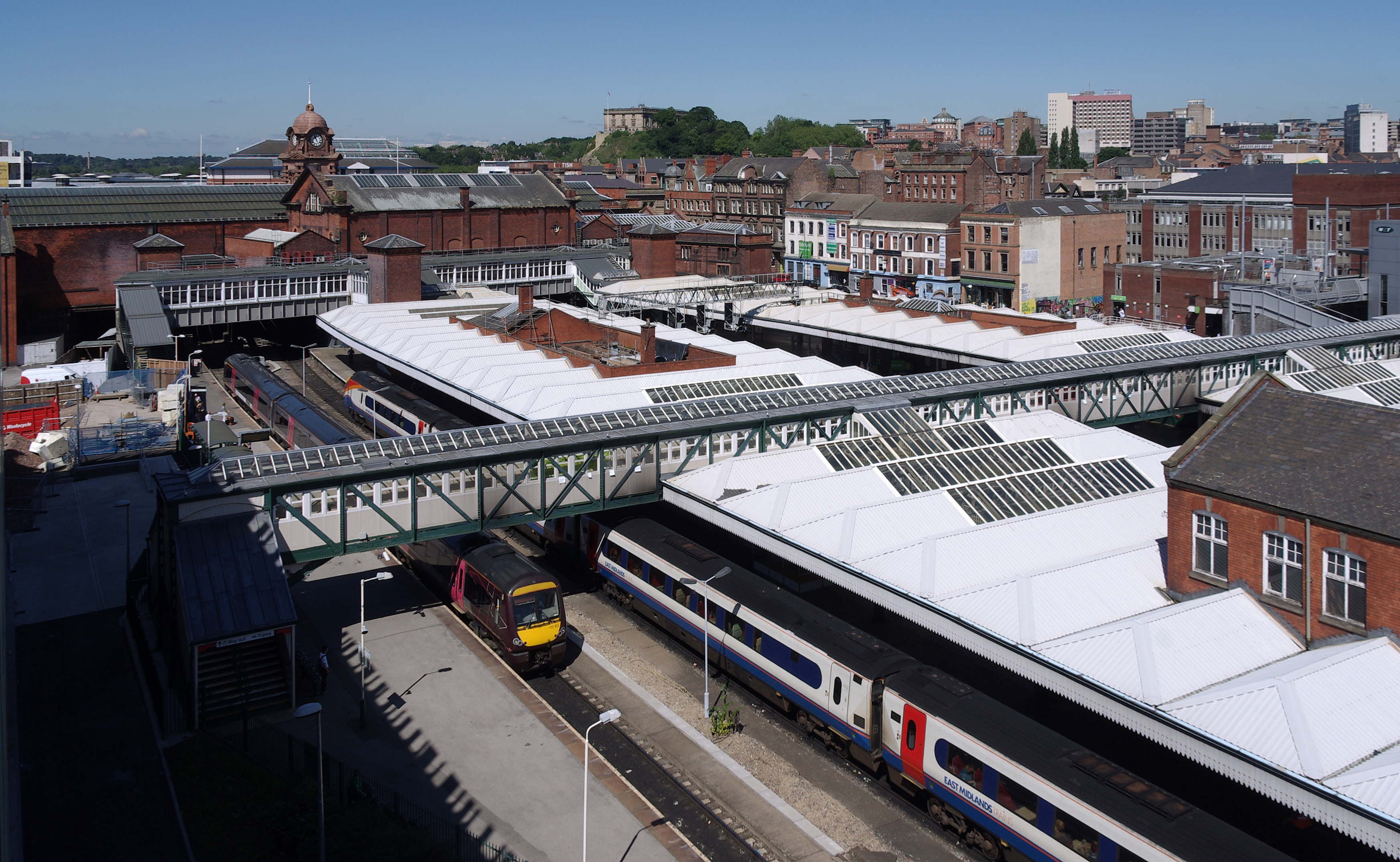
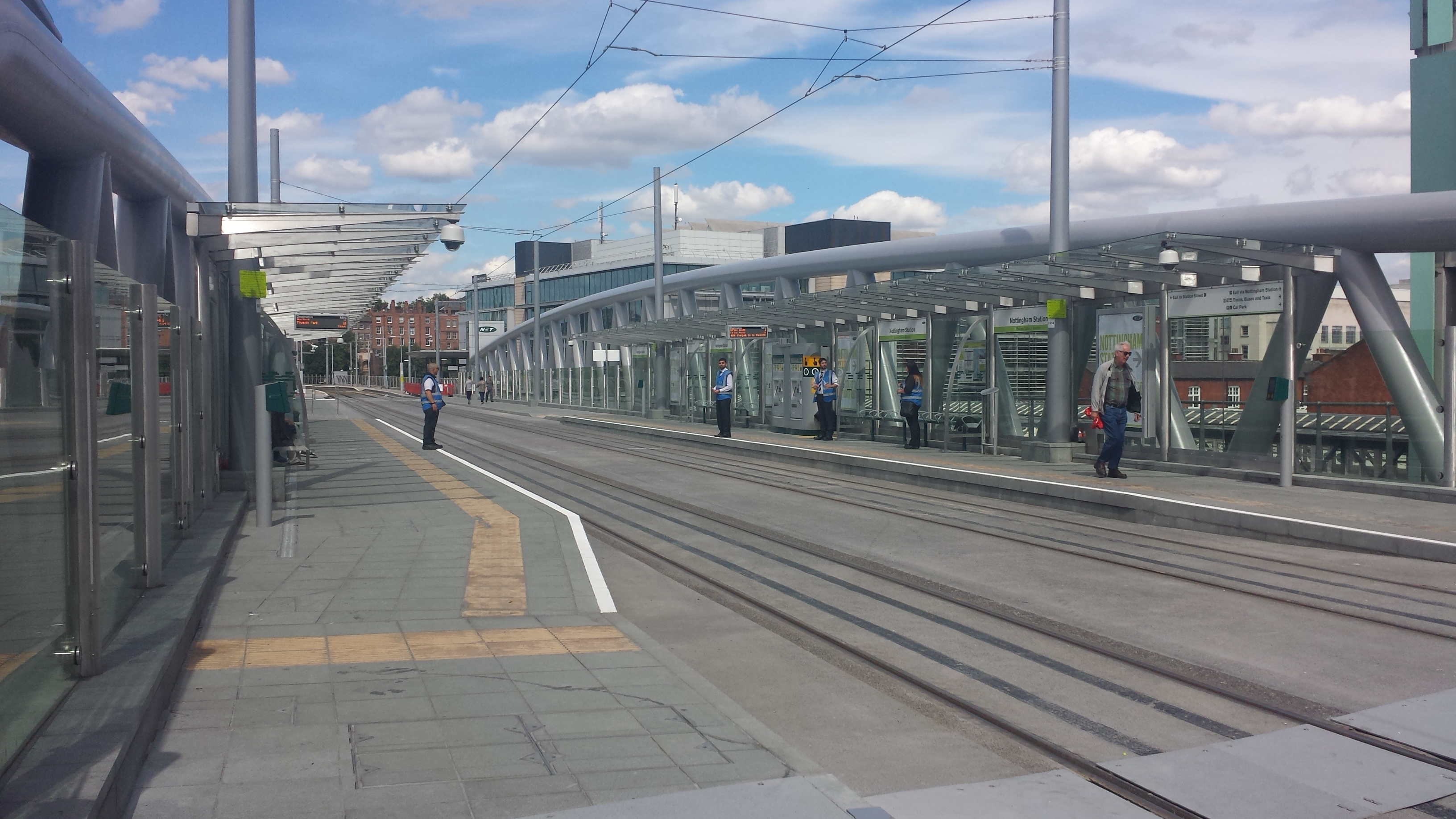
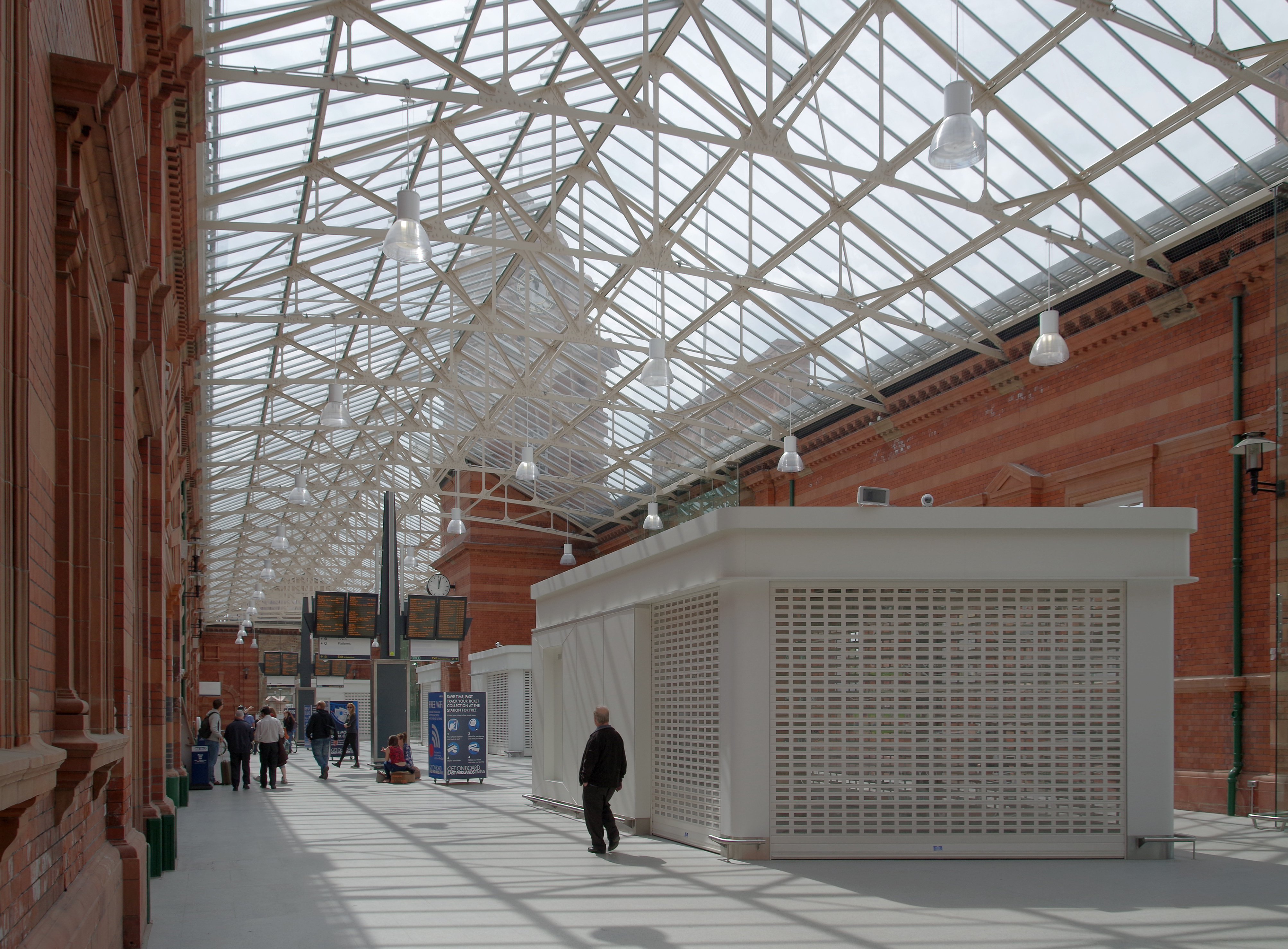
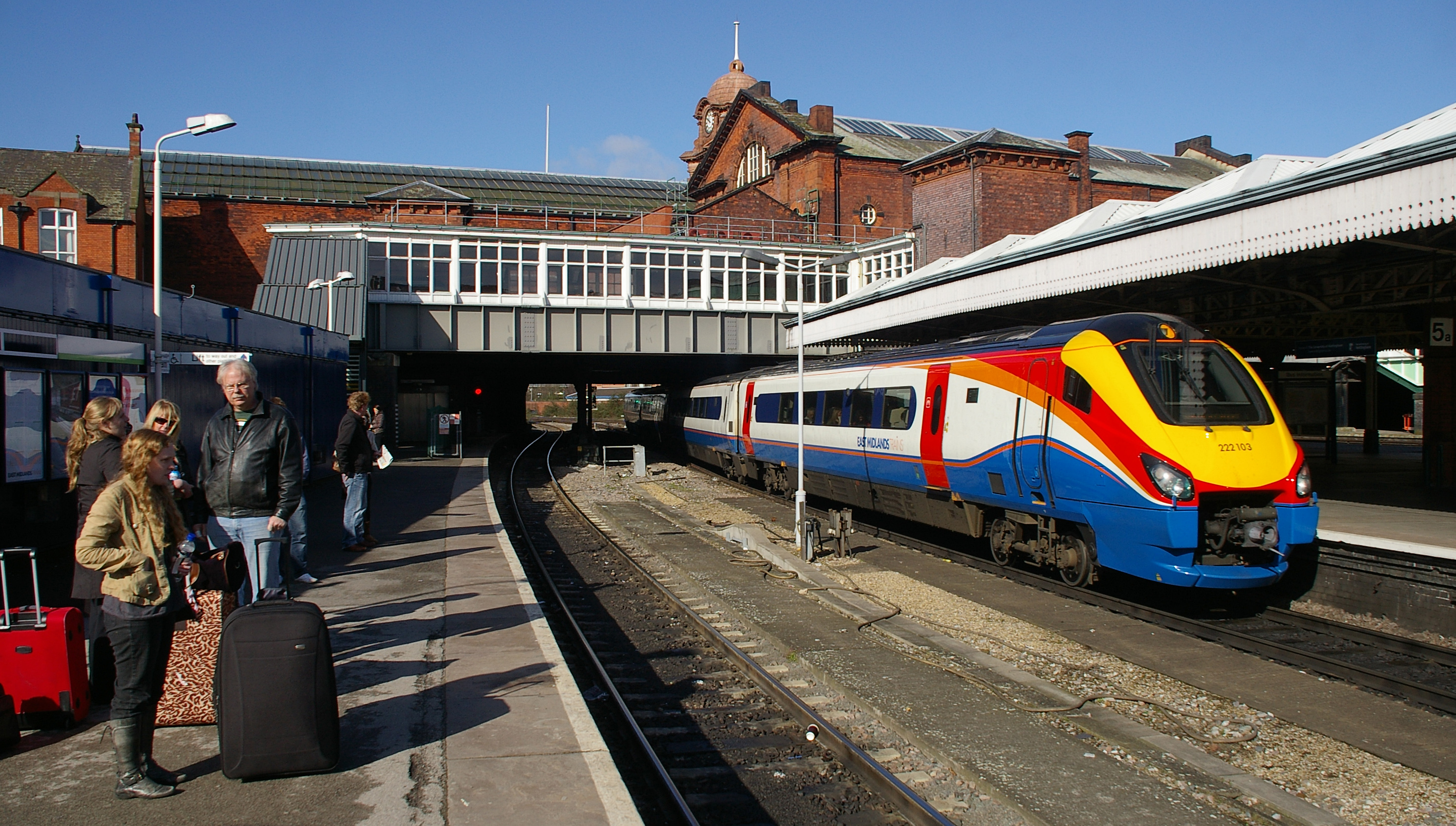
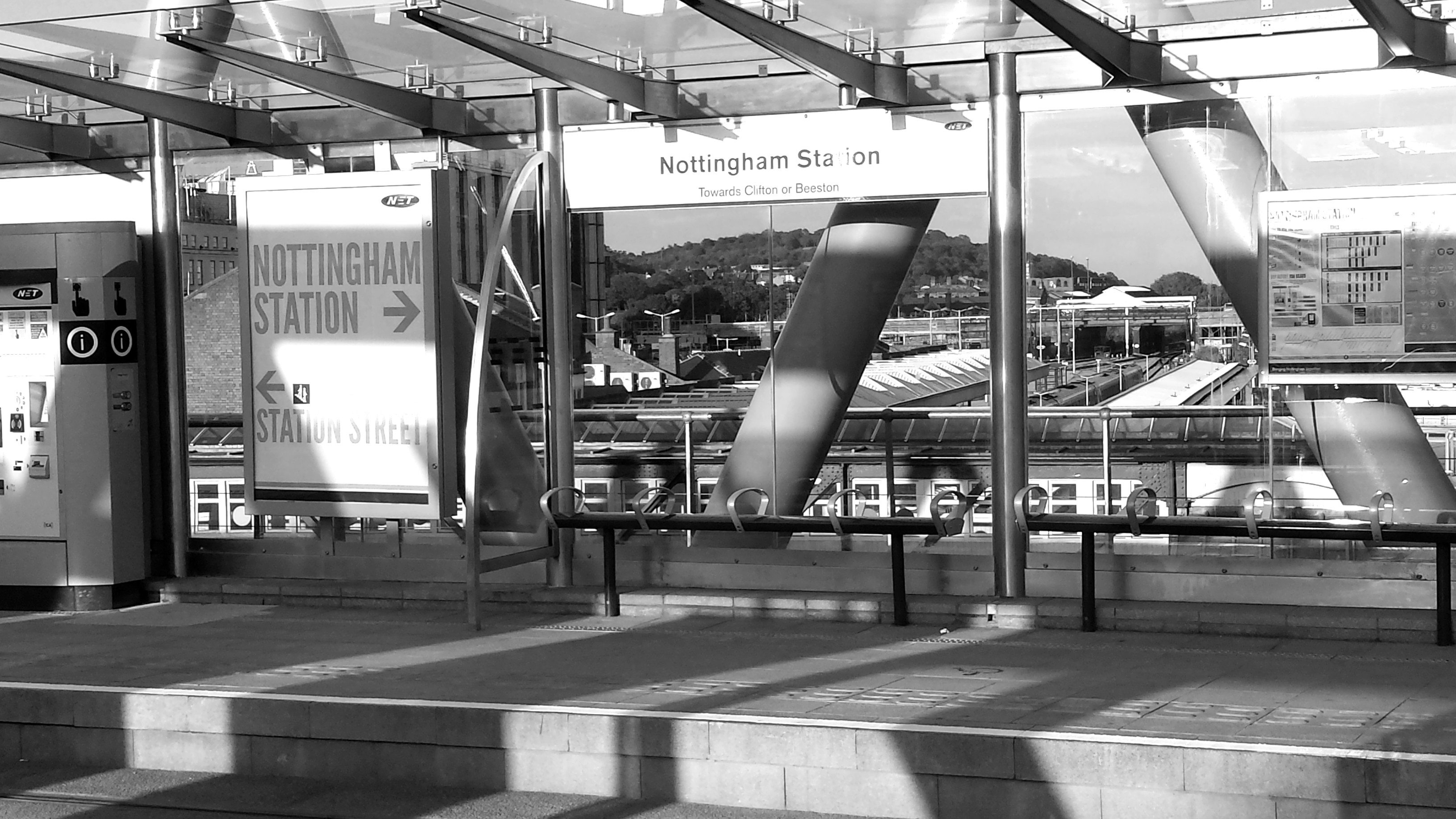